# James Cako
James Cako (ur. 21 lipca 1975) – kanadyjski zapaśnik w stylu klasycznym. Piąty na igrzyskach panamerykańskich w 1999. Srebrny medal na mistrzostwach panamerykańskich w 1993 roku.
Zawodnik University of Guelph.